# Нафтогазонасиченість залишкова
Нафтогазонасиченість залишкова (рос. нефтегазонасыщенность остаточная; англ. residual satura-tion of oil and gas; нім. restliche Erdöl- und Erdgassättigung f) — нафтогазонасиченість продуктивного пласта після закінчення його розробки. Знати Н.з. необхідно на стадії обґрунтування методів впливу на пласт і привибійну зону, підвищення нафтовилучення із пластів, при контролі за ступенем вироблення пласта. Встановлено різні види залишкової нафти: капілярно-защемленої, сорбованої, плівкової, нестійкого витіснення і залишеної у вигляді ціликів, не охоплених або частково охоплених заводненням.

## Загальний опис
Н.з. вивчають методами фізичного і математичного моделювання, кернових досліджень, геофізичними та фізико-хімічними методами в пристовбурній зоні пласта. У природних умовах продуктивні нафтоносні пласти насичені нафтою і водою. Існуюча на початок розробки нафтонасиченість колекторів (початкова нафтонасиченість) створювалась протягом тривалого геологічного періоду формування покладів. Вважається, що спочатку більшість покладів формувалась за умов морського — напівконтинентального осадоутворення, і колектори були заповнені водою. Відтак протягом геологічного пері-оду відбувалося заміщення в колекторах води нафтою. Цей процес міг бути циклічним і ускладнювався, в залежності від умов району, гідрогеологічними, палеогеографічними, тектонічними та іншими явищами. Початкова нафтонасиченість природних пластів визначається ступенем витіснення води в процесі формування покладу, змінюється в широких межах і, як правило, становить від 30 до 90 % порового об'єму. Природне нафтонасичення в значній мірі визначається літологією колекто-ра і структурою порового простору. Нафтонасичення заглинизованих, структурно неоднорідних, літологічно мінливих пластів, як правило, нижча, ніж нафтонасичення однорідних пластів з високими фільтраційно-ємнісними властивостями. Окрім нафти, у поровому просторі природних пластів, міститься залишкова вода, тобто вода, що не витіснена із колектора в процесі формування покладу. Насичення продуктивних пластів залишковою водою визначається значинами питомої повер-хні, розмірами пор, їх кількістю, поверхневими властивостями і літологією. Залишкова (зв'язана) вода може бути адсорбова-ною, капілярною або міститися в кутах пор і тупикових порах. Якщо процес формування покладу не закінчився і в даний час, то в природних пластах є значна кількість рухомої залишкової води, яка з самого початку розробки надходить у свердловини і вилучається на поверхню. Нафтонасиченість у таких пластах не перевищує 50 — 55 %.
Коефіцієнт нафтонасичення характеризується відношенням нафтонасиченої ємності (різниця об'ємів, зайнятих відкрити-ми порами і залишковою водою) до об'єму відкритого порового простору колектора. На Н.з., окрім коефіцієнта нафтонасичення, істотний вплив має характер розподілу залишкової води і нафти в природних пластах.
Структура нафтонасичення природних пластів визначається поверхневими властивостями, мікро- і макронеоднорідністю пластів та їх літологічним складом. В однорідних пластах вплив поверхневих властивостей зумовлений переважно змочу-ваністю внутрішньопорової поверхні для води і нафти.
У гідрофільних породах є тенденція до заповнення дрібних пор водою і до безпосереднього контактування води з більшою частиною поверхні. В гідрофільних пластах вода утворює на внутрішньопоровій поверхні неперервну плівку, заповнює дрібні пори і ділянки пор. Нафта як незмочувана фаза займає центри найбільших пор, а також розширення середніх порових каналів. Це пояснюється тим, що така структура енергетично є найвигіднішою. Нафта, що потрапила в невеликі пори, повинна бути витіснена в центри більших пор за рахунок самовільного всмоктування води при зниженні енергії системи. В гідрофільних природних пластах нафта і вода утворюють неперервні фази.
У гідрофобних породах має місце переважаюча тенденція до заповнення нафтою дрібніших пор і безпосереднього контактування нафти з більшою частиною внутрішньопорової поверхні. Нафта утворює суцільну плівку на поровій поверхні і заповнює дрібні пори та звуження пор. Залишкова вода є перервною фазою і розміщається у вигляді дискретних крапельок у центрах порових каналів.
У процесі утворення нафтових покладів деякі компоненти нафти можуть проникати через суцільну водяну плівку і адсорбуватися на поровій поверхні, гідрофобізуючи її. Оскільки порова поверхня складається з мінералів з різними поверхневими, хімічними і адсорбційними властивостями, то можуть відбуватися істотні зміни змочуваності на різних ділянках пор. Такі зміни формують вибіркову змочуваність, при якій одна частина колектора є дуже гідрофільною, а друга частина — дуже гідрофобною. У результаті формується вибіркова структура розподілу нафти і залишкової води в природному колекторі. Іноді виділяють спеціальний тип вибіркової змочуваності — змішану змочуваність, за якої великі пори, що утворюють суцільні шляхи, покриті плівкою адсорбованої нафти, а дрібніші пори насичені водою, і є гідрофільними.
Початковий розподіл нафти і води контролюється також фільтраційно-ємнісними властивостями колекторів і їх літоло-гією. Здебільшого із погіршенням фільтраційно-ємнісних властивостей залишкова водонасиченість зростає. Із збільшенням заглинизованості колектора значина залишкової водонасиченості зростає, оскільки глина є гідрофільною дрібнопористою складовою колектора. Виняток становлять деякі типи глин, наприклад, шамозитова глина, яка гідрофобізує поверхню пор, оскільки йони заліза, що входять до її складу, — сильні активатори.
У процесі розробки природне (початкове) нафтонасичення зменшується і виникає складний за насиченістю стан, на який, окрім чисто природних чинників, великий вплив мають умови витіснення, гідродинамічна неоднорідність пластів тощо. У процесі заводнення гідрофільні і гідрофобні пласти проявляють себе різним чином. Для гідрофільних колекторів витіснення нафти при заводненні дуже ефективне — перехідні зони двофазової фільтрації мають незначні розміри, нафтонасиченість у промитій зоні мала і практично незмінна в часі, основний видобуток нафти отримують за безводний період. Для гідрофоб-них пластів картина обернена — перехідні зони займають майже весь пласт, нафтонасиченість промитої зони висока і дуже повільно зменшується в ході заводнення, основний об'єм нафти видобувається за водний період експлуатації. Після закін-чення розробки нафтового пласта в ньому залишається значна кількість залишкової нафти як у вигляді ціликів (непромиті пропластки, застійні зони, лінзи), що є частинами покладу, які не зачеплені заводненням або слабко зачеплені, так і у вигляді розсіяної нафти в заводнених частинах пласта.